# Acheilognathus changtingensis
Acheilognathus changtingensis is een  straalvinnige vissensoort uit de familie van eigenlijke karpers (Cyprinidae). De wetenschappelijke naam van de soort is voor het eerst geldig gepubliceerd in 2011 door Yang, Zhu, Xiong & Liu.